# マーシリングクラシックステークス
マーシリングクラシックステークス（Marsiling Classic Stakes）とは、シンガポールのクランジ競馬場のポリトラック1800メートルで行われていた競馬の競走である。2013年に重賞競走に格上げされた競走である。
負担重量は2勝以下の馬は52キロ、57キロを上限として以降1勝毎に1キロ加増。59キロを上限としてG2競走またはG3競走優勝馬は1キロ加増、G1競走優勝馬は2キロ加増。出馬登録確定の際、最大負担予定馬の斤量が57キロ未満だった場合は負担斤量が57キロになるように調整される。牝馬1．5キロ減。

## 歴代優勝馬
| 施行年 | 優勝馬        | 日本語読み         | タイム  | 優勝騎手     | 管理調教師 |
| ------ | ------------- | ------------------ | ------- | ------------ | ---------- |
| 2013年 | Flying Fulton | フライングフルトン | 1:51.48 | J Verenzuela | M Walker   |
| 2014年 | Goliath       | ゴリアシュ         | 1:52.60 | C Brown      | S Burridge |
| 2015年 | Slew of Lode  | スレウオブロード   | 1:55.88 | J Powell     | P Shaw     |